# 上吉原一天
上吉原 一天（かみよしはら いってん、1942年（昭和17年）11月14日 - ）は、日本の政治家、元自由民主党参議院議員（1期）。

## 略歴
- 1942年 栃木県に生まれる。
- 1965年 東京大学法学部卒業。
- 同年 自治省に入省。
- 1986年 消防庁危険物規制課長。
- 1987年 自治省官房企画兼参事官。
- 同年 愛媛県総務部長。
- 1993年 消防庁審議官。
- 1996年 参議院栃木補欠選挙で当選。
- 1998年 第18回参議院議員通常選挙で落選。